# Макарио (стадион)
„Макарио“ (на гръцки: Μακάριο) е футболен стадион в град Никозия, Кипър.
Служи за домакинските срещи на „Дигенис Морфу“ и „Докса Катокопия“. Стадионът е построен през 1978 г. Има капацитет от 16 000 седящи места.
Носи името на първия президент на Кипър архиепископ Макарий III Кипърски.